# Inge Löhnig
Inge Löhnig (* 1957 in München) ist eine deutsche Schriftstellerin, die auch unter dem Pseudonym Ellen Sandberg schreibt. Bekannt wurde sie mit ihren Kriminalromanen um den Ermittler Konstantin Dühnfort.

## Leben
Inge Löhnig wurde 1957 in München geboren und wuchs in einem Dorf in unmittelbarer Nähe auf. Nach dem Fachabitur studierte sie an der Akademie U5 in München Grafikdesign. Es folgte eine Berufstätigkeit als Artdirectorin in verschiedenen Werbeagenturen, die sie beendete, um sich mit einem eigenen Designstudio selbständig zu machen.
Das ursprüngliche Hobby Schreiben wurde zum Zweitberuf, als sich 2007 der Ullstein-Verlag für ihre Romane interessierte. Seit 2008 erschienen – zunächst bei Ullstein, später bei List (zum Ullsteinverlag gehörend) – die Romane um den Kriminalhauptkommissar Konstantin Dühnfort. „Gedenke mein“ ist der erste Roman einer weiteren Ermittler-Reihe, in der Dühnforts Lebenspartnerin Gina Angelucci – Kriminalhauptkommissarin und Spezialistin für Cold Cases – die Hauptfigur ist.
Seit ihre Romane regelmäßig auf der SPIEGEL-Online-Bestsellerliste erscheinen, widmet sich Inge Löhnig ausschließlich dem Schreiben. Neben Ermittlerkrimis schreibt sie auch Jugendthriller für den ARENA-Verlag.
Im November 2012 wurde ihr für den Roman „Schuld währt ewig“ der Krimipreis Herzogenrather Handschelle verliehen.
Inge Löhnig lebt mit ihrer Familie in der Nähe von München.

## Pseudonym
Für das Genre „Spannender Familienroman“ wählte die Autorin das Pseudonym Ellen Sandberg. Die Ellen-Sandberg-Romane erscheinen im Penguin Verlag.

## Werke

### Kriminalromane
- Mörderkind. List TB, 2014, ISBN 978-3-548-61226-3.

#### Mit dem Ermittler Konstantin Dühnfort
1. Der Sünde Sold. Ullstein TB, 2008, ISBN 978-3-548-26864-4.
2. In weißer Stille. Ullstein TB, 2010, ISBN 978-3-548-26865-1.
3. So unselig schön. Ullstein TB, 2011, ISBN 978-3-548-28208-4.
4. Schuld währt ewig. List TB, 2011, ISBN 978-3-548-61069-6.
5. Verflucht seist du. List TB, 2012, ISBN 978-3-548-61123-5.
6. Deiner Seele Grab. List TB, 2014, ISBN 978-3-548-61124-2.
7. Nun ruhet sanft. List TB, 2015, ISBN 978-3-548-61227-0.
8. Sieh nichts Böses. List TB, 2017, ISBN 978-3-548-61319-2.
9. Ich bin dein Tod. Ullstein TB, 2020, ISBN 978-3-548-29096-6.
10. Der Spieler. Penguin Verlag, Paperback, 2024, ISBN 978-3-328-11229-7.

#### Mit Gina Angelucci
- Gedenke mein. List TB, 2016, ISBN 978-3-548-61228-7.
- Unbarmherzig. Ullstein TB, 2019, ISBN 978-3-548-29097-3.

### Jugendromane
- Schattenkuss. Arena Verlag, 2010, ISBN 978-3-401-06541-0.
- Scherbenparadies. Arena Verlag, 2011, ISBN 978-3-401-06602-8.
- Dein Blick so kalt. Arena Verlag, 2013, ISBN 978-3-401-06762-9.
- Die Flammen flüstern dein Lied. Arena Verlag, 2014, ISBN 978-3-401-06916-6.

### Romane unter dem Pseudonym Ellen Sandberg
- Die Vergessenen. Penguin Verlag, 2017, ISBN 978-3-328-10089-8.
- Der Verrat. Penguin Verlag, 2018, ISBN 978-3-328-10090-4.
- Das Erbe. Penguin Verlag, 2019, ISBN 978-3-328-10402-5.
- Die Schweigende. Penguin Verlag, 2020, ISBN 978-3-328-10485-8.
- Das Geheimnis. Penguin Verlag, 2021, ISBN 978-3-328-60196-8.
- Das Unrecht. Penguin Verlag, 2022, ISBN 978-3-328-60254-5.
- Keine Reue. Penguin Verlag, 2023, ISBN 978-3-328-60313-9.

### Hörbücher
- Schuld währt ewig. audio media verlag, 2012, ISBN 978-3-86804-691-5. Gekürzte/ungekürzte Ausgabe. Sprecher: Pascal Breuer.
- Verflucht seist du. audio media verlag, 2012, ISBN 978-3-86804-745-5. Gekürzte/ungekürzte Ausgabe. Sprecher: Pascal Breuer.
- Scherbenparadies. Arena Verlag, 2012, ISBN 978-3-401-26602-2. Gekürzte Ausgabe. Sprecherinnen: Annina Braunmiller, Britta Hammelstein.
- Deiner Seele Grab. BRIGITTE Hörbuch-Edition – Starke Stimmen, 2014, ISBN 978-3-8371-2728-7. Gekürzte Ausgabe. Sprecher: Devid Striesow
- Mörderkind. audio media verlag, 2014, ISBN 978-3-86804-845-2. Gekürzte Ausgabe. Sprecher: Johannes Steck.
- Der Sünde Sold. Hörbuch Hamburg, 2015, ISBN 978-3-8449-1380-4: Ungekürzte Ausgabe, Sprecher: Alexis Krüger.
- In weißer Stille. Hörbuch Hamburg, 2016, ISBN 978-3-8449-1381-1. Ungekürzte Ausgabe, Sprecher: Alexis Krüger.
- So unselig schön. Hörbuch Hamburg, 2016, ISBN 978-3-8449-1382-8. Ungekürzte Ausgabe, Sprecher: Alexis Krüger.
- Gedenke mein. Hörbuch Hamburg, 2019, ISBN 978-3-8449-1997-4. Ungekürzte Ausgabe, Sprecherin: Vera Teltz.
- Unbarmherzig. Hörbuch Hamburg, 2019, ISBN 978-3-8449-1998-1. Ungekürzte Ausgabe, Sprecherin: Vera Teltz.
- Der Spieler. Der Audio Verlag, 2024, ISBN 978-3-7424-3302-2. Ungekürzte Ausgabe, Sprecher: Richard Barenberg.

### Hörbücher unter dem Pseudonym Ellen Sandberg
- Die Vergessenen. Der Hörverlag, 2017, ISBN 978-3-8445-2718-6. Gekürzte Ausgabe, Sprecher: Thomas M. Meinhardt.
- Der Verrat. Gekürzte Lesung. Der Hörverlag, 2018, ISBN 978-3-8445-3203-6, Sprecher: Thomas M. Meinhardt.
- Das Erbe. Gekürzte Lesung. Der Hörverlag, 2019, ISBN 978-3-8445-3535-8, Sprecher: Thomas M. Meinhardt.
- Die Schweigende. Gekürzte Lesung. Der Audio Verlag, 2020, ISBN 978-3-7424-1824-1, Sprecherin: Vera Teltz.
- Das Geheimnis. Der Audio Verlag, 2021, ISBN 978-3-7424-2047-3. Ungekürzte Ausgabe, Sprecherin: Vera Teltz.
- Das Unrecht. Der Audio Verlag, 2022, ISBN 978-3-7424-2467-9. Ungekürzte Ausgabe, Sprecherin: Vera Teltz.
- Keine Reue. Der Audio Verlag, 2023, ISBN 978-3-7424-3032-8. Ungekürzte Ausgabe, Sprecherin: Vera Teltz.

### Kurzgeschichten
- Der letzte Akt. und Französische Fenster. In: Lilli muss sterben. Lerato, 2007.
- Schnee von gestern. für Sony Readerclub. 2010.
- Für immer. In: Seemagazin Starnberg. 2011.
- Foie Gras. In: Alle Morde wieder. Wunderlich, 2011, ISBN 978-3-8052-5029-0.
- Der sechste Platz. In: Tatort Tannenbaum. Wunderlich, 2012, ISBN 978-3-8052-5048-1.
- Rot liebe ich dir. In: Eiskalte Weihnachtsengel. Heyne, 2013, ISBN 978-3-453-43752-4.
- Einfach alles! In: Sie kriegen jeden. dtv, 2014, ISBN 978-3-423-21564-0.

## Auszeichnungen
- 2022: Bayerischer Verfassungsorden[5]